# EMR2
EMR2 (англ. EGF-like module-containing mucin-like hormone receptor-like 2; CD312) — мембранный белок группы адгезивных рецепторов, сопряжённых с G-белком. Продукт гена человека ADGRE2. Белки этой группы характеризуются относительно большим внеклеточным участком с особым аутопротеолитическим участком. EMR2 экспрессирован на моноцитах и макрофагах, на дендритных клетках и всех типах гранулоцитов Альтернативный сплайсинг приводит к полиморфизму EMR2, который в результате содержит от 2 до 5 EGF-подобных доменов на N-концевом участке белка. Эти домены у EMR2 на 97% идентичны с таковыми белка CD97. Аналог гена Emr2 отсутствует в геноме мыши. Ген также тесно связан с геном EMR3 на хромосоме 19.

## Лиганд
EMR2, так же как белок CD97, связывает хондроитинсульфат B и таким образом играет роль в прикреплении клетки. 